# Djibouti (hymne national)
Pour les articles homonymes, voir Djibouti (homonymie).
Djibouti est l'hymne national de Djibouti. Il a été adopté lorsque le pays obtint son indépendance vis-à-vis de la France en 1977. Les paroles ont été écrites en somali par Aden Elmi (Qooryare), et la mélodie a été composée par ().
L'hymne a été officiellement joué pour la première fois lors d'une cérémonie d'indépendance le 27 juin 1977.

## Paroles
| Texte original en somali | Traduction en afar | Traduction en arabe | Traduction en français |
| --- | --- | --- | --- |
| Hinjinne u sara kaca Calankaan harraad iyo 𝄆 Haydaar u mudateen! 𝄇 Hir cagaarku qariyayiyo Habkay samadu tahayoo Xiddig dhi igleh hoorshoo Caddaan lagu hadheeyaay. 𝄆 Maxaa haybad kugu yaal. Maxaa haybad kugu yaal. 𝄇 | Soolisnuh inkih solaa Simbiliiy kah ningicle 𝄆 Bakaarat kah sugunne! 𝄇 Bulci kaak qaran sido Way gubi kak anxar lusa Cutukti caxte caydu Qidi wagri silaalo. 𝄆 Faylay heebati kumuu. Faylay heebati kumuu. 𝄇 | انهضوا بقوة إلى حيث رفعنا رايتنا، تلك الراية التي كلفتنا الغالي والنفيس 𝄇 مع مزيد من العطش والألم. 𝄆 رايتنا بألوانها التي أخذت أبد الدهر، أخضرها من الأرض، وأزرقها من السماء؛ والأبيض لون السلام، وسطه النجم الأحمر بلون الدم. 𝄇 يا رايتنا، كم تبعثين على الفخر! يا رايتنا، كم تبعثين على الفخر! 𝄆 | Lève-toi avec force ! Parce que nous avons hissé notre drapeau, Le drapeau qui nous a coûté cher 𝄆 Avec une soif et une douleur extrêmes. 𝄇 Notre drapeau, dont les couleurs sont le vert éternel de la terre, Le bleu du ciel et le blanc, la couleur de la paix; Et dans le centre de l'étoile rouge de sang. 𝄆 Ô notre drapeau, quel spectacle magnifique ! Ô notre drapeau, quel spectacle magnifique ! 𝄇 |